# Max Reger
Johann Baptist Joseph Maximilian (Max) Reger, född 19 mars 1873 i Brand (Oberpfalz), död 11 maj 1916 i Leipzig, var en tysk tonsättare, pianist, organist och dirigent.

## Biografi
Max Reger studerade musik i München och Wiesbaden för Hugo Riemann. Han bosatte sig i München i september 1901. Genom flitigt konserterande gjorde han sig snart ett namn. För att exemplifiera med vilken iver Reger tog sig an musik kan nämnas att han redan sin första säsong i München agerade under tio konserter som organist, pianist och ackompanjatör. Oförtrutet fortsatte hans kompositionsarbete och han skrev dels en stor mängd stycken för orgel och sång men även pianokvintett (opus 64) och två sonater för piano och violin (opus 72 och 84) tillkom under denna period.
Från och med 1907 arbetade Reger som musikdirektör vid Leipzigs universitet. År 1908 anställdes han som professor i komposition vid Hochschule für Musik und Theater „Felix Mendelssohn Bartholdy“ Leipzig, där han skulle arbeta till sin död. Under denna period var Reger också en internationell erkänd dirigent och pianist. Dessutom undervisade han i musik och bland hans elever märks till exempel Joseph Haas och George Szell.
Reger är begravd på Waldfriedhof i München.

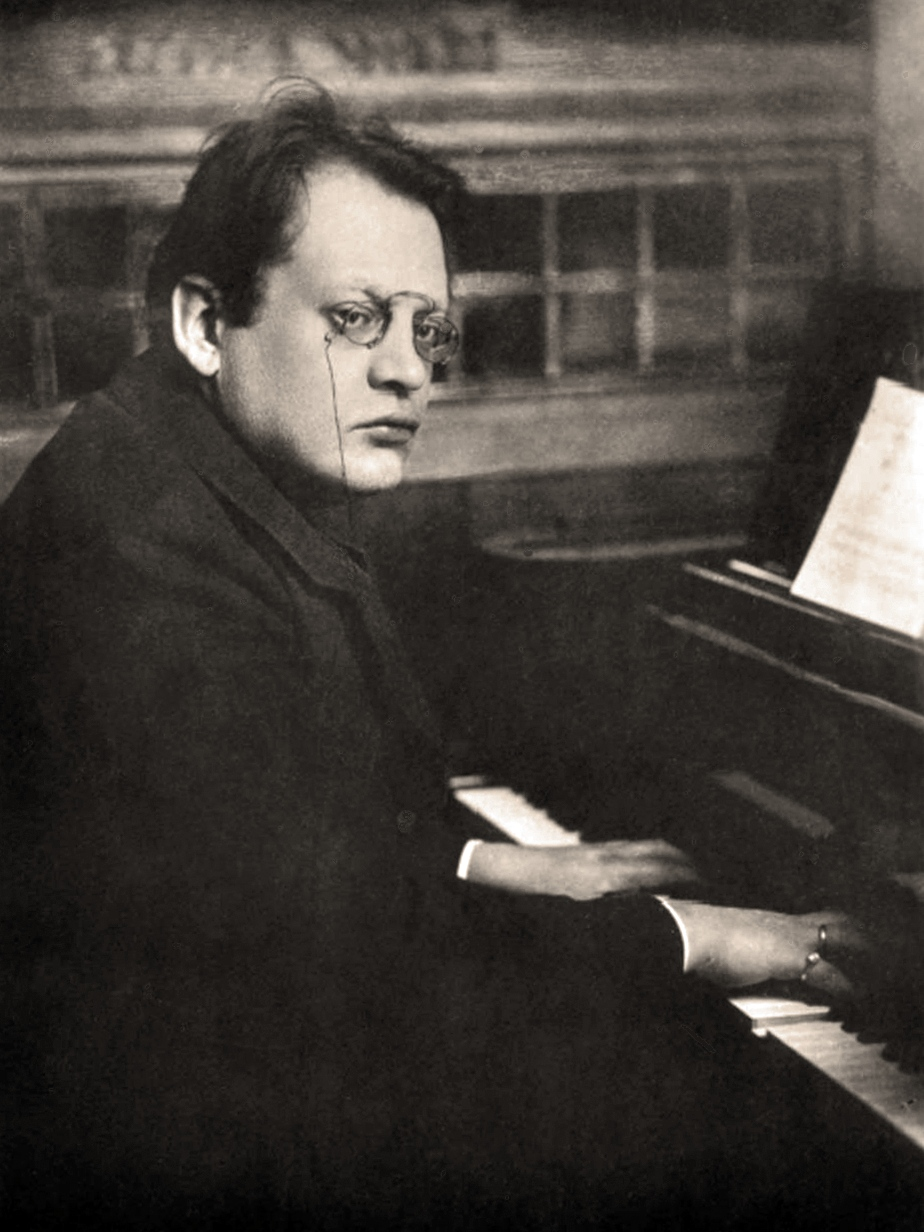
Max Reger ca 1910.
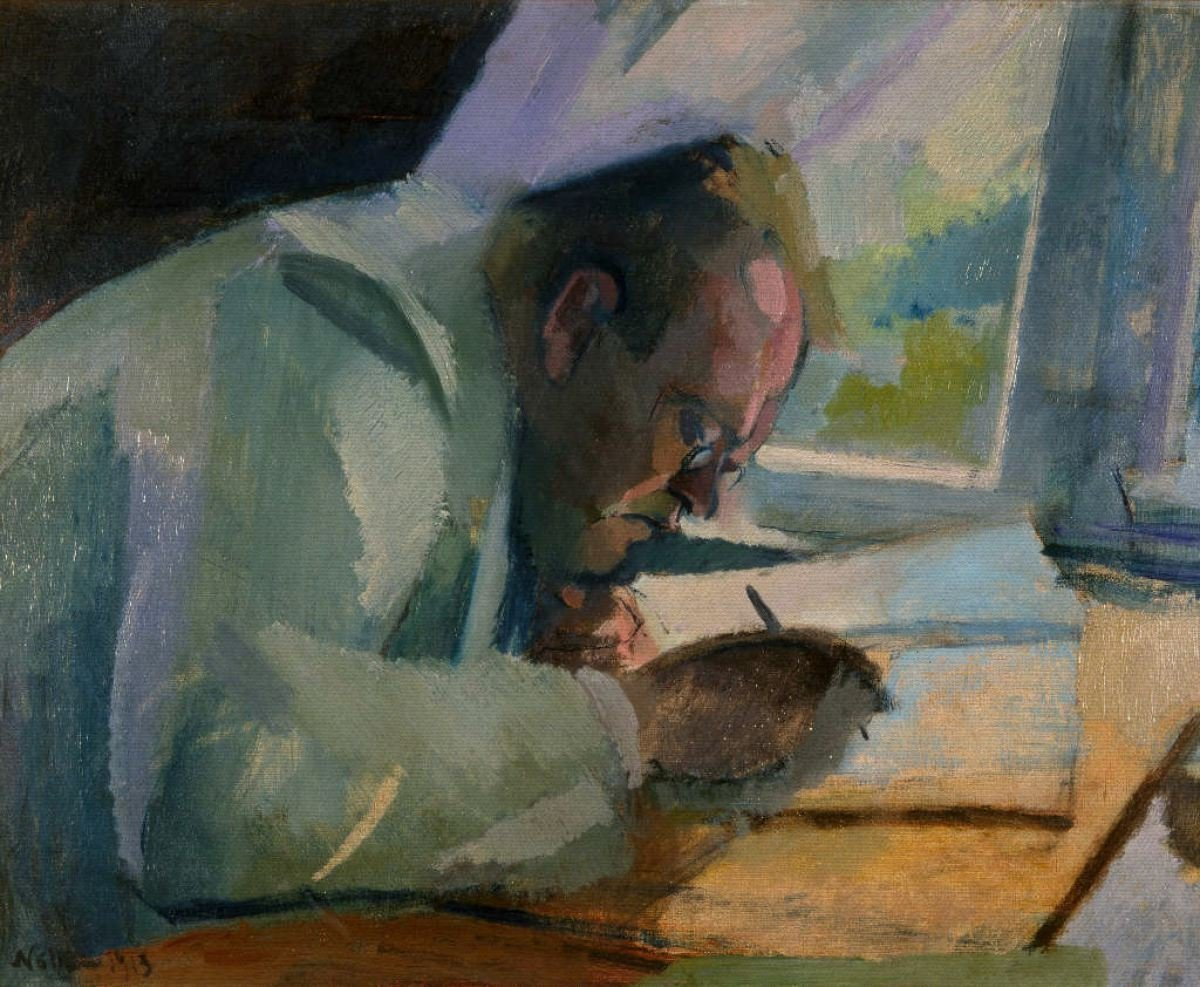
Max Reger målad av Franz Nölken 1913.

## Övrigt
Se även Verklista för Max Reger.
Regers verklista är imponerande lång. Variationer och fuga över ett tema av Mozart (opus 132] från 1914 samt Marias vaggsång hör till de allra mest kända verken.
Bland orgelverken är måhända koralfantasin över Ein’ feste Burg ist unser Gott (opus 27) från 1898, Toccata d-moll (opus 59:5) från 1901, Preludium och fuga över B-A-C-H (opus 46) från 1900 och Fantasi och fuga d-moll (opus 135B) från 1916 bland de mest spelade.

## Utmärkelser
Asteroiden 4347 Reger är uppkallad efter honom.